# Stráž (Tachov)
Stráž (in tedesco Neustadtl) è un comune mercato della Repubblica Ceca facente parte del distretto di Tachov, nella regione di Plzeň.